# Min tro ser upp till dig
Min tro ser upp till dig är en psalmsång med den till svenska översatta texten My faith looks up to thee från 1830 av Ray Palmer. Originaltexten medtagen i den amerikanska psalmboken The Church Hymn book, 1872.
Musiken komponerad 1851 av Lowell Mason.

## Publicerad i
- The Church Hymn book 1872, som nr 1004 under rubriken "Tribulation. Affliction."
- Frälsningsarméns sångbok 1929 som nr 172 under rubriken "Helgelse - Bön om helgelse och Andens kraft".
- Musik till Frälsningsarméns sångbok 1930 som nr 172.
- Frälsningsarméns sångbok 1968 som nr 200 under rubriken "Helgelse".
- Frälsningsarméns sångbok 1990 som nr 433 under rubriken "Helgelse".